# Strzygi (powiat włocławski)
Strzygi – wieś w Polsce położona w województwie kujawsko-pomorskim, w powiecie włocławskim, w gminie Chodecz.
W latach 1975–1998 miejscowość należała administracyjnie do województwa włocławskiego. Według Narodowego Spisu Powszechnego (III 2011 r.) liczyła 222 mieszkańców. Jest szóstą co do wielkości miejscowością gminy Chodecz.